# Mesaxonia
Mesaxonia (término casi sinónimo con Panperissodactyla) es un clado de mamíferos euungulados o ungulados laurasiaterios cuyo peso corporal se apoya en el tercer dedo de todas sus patas a través de la simetría plana de sus pies. Tradicionalmente se ha considerado que solo abarcaba al orden Perissodactyla (el cual incluye a los actuales caballos, rinocerontes y tapires). Nuevas investigaciones realizadas en los campos de la morfología cladística y el ADN antiguo sugieren que varios linajes extinguidos, como los Desmostylia y al menos algunos de los ungulados suramericanos agrupados en Meridiungulata (ambos grupos que han sido considerados en algún momento como parientes de los afroterios) están de hecho emparentados con los perisodáctilos.